# Акорнери Супериоре (Асти)
Акорнери Супериоре (итал. Accorneri Superiore) је насеље у Италији у округу Асти, региону Пијемонт.
Према процени из 2011. у насељу је живело 61 становника. Насеље се налази на надморској висини од 159 м.